# ماوريتسيو آرينا
ماوريتسيو آرينا (بالإيطالية: Maurizio Arena)‏ هو كاتب سيناريو ومخرج وممثل إيطالي، ولد في 26 ديسمبر 1933 بروما في إيطاليا، وتوفي بنفس المكان في 21 نوفمبر 1979 بسبب نوبة قلبية.

## أعمال

### أفلام
- (1966) الطيب والشرس والقبيح

## وصلات خارجية
- ماوريتسيو آرينا على موقع IMDb (الإنجليزية)
- ماوريتسيو آرينا على موقع روتن توميتوز (الإنجليزية)
- ماوريتسيو آرينا على موقع ألو سيني (الفرنسية)
- ماوريتسيو آرينا على موقع ميوزك برينز (الإنجليزية)
- ماوريتسيو آرينا على موقع أول موفي (الإنجليزية)
- ماوريتسيو آرينا على موقع قاعدة بيانات الأفلام السويدية (السويدية)
- ماوريتسيو آرينا على موقع ديسكوغز (الإنجليزية)
- ماوريتسيو آرينا على موقع قاعدة بيانات الفيلم (الإنجليزية)
- ماوريتسيو آرينا على موقع كينوبويسك (الروسية)